# Bromma Air Maintenance
Bromma Air Maintenance AB (BAM) är ett svenskt företag vars huvudverksamhet är service och underhåll av flygplan.  Huvudkontor och hangar ligger på Stockholm-Bromma flygplats men BAM har även verksamheter på Norrköpings flygplats, Malmens flygplats i Linköping samt på Svegs flygplats. 

## Historia
BAM grundades 1979 av Ingemar Björk då han köpte Flygfirma I. Ehrenström, vars flygverkstad var generalagent för bland annat flygplanstillverkarna Gulfstream, Aero Commander och Fairchild. Vid denna tidpunkt hade företaget fem anställda tekniker och en av de vanligaste flygplanstyperna som servades då såväl som nu var Cessna Citation och Learjet. 1980 blev BAM auktoriserat service center för Raytheon Beechcraft. 
1997 öppnade BAM en hangar på flygplatsen i Norrköping som underhöll linjetrafik från Nice som utfördes av flygbolaget Air Express.
2000 var 45 personer sysselsatta på BAM och när tidigare ägare sålde företaget gick 24 av de anställda ihop och köpte bolaget och den tidigare tekniske chefen Egert Lönn tillsattes som VD. 
2003 utökades samarbetet med Försvarsmakten och förutom underhåll på deras Beech King Air B200 kom arbetet även att omfatta så kallat främre underhåll på Försvarsmaktens skol- och sambandsflygplan SK 60 / Saab 105 på Malmslätts Flygplats.

## Flotta
BAM äger två flygplan av typen Beech King Air B200. Dessa är modifierade och utrustade för att utföra kalibreringsflyg samt ambulansflyguppdrag.  Det ena flygplanet hyrs ut till ambulansverksamhet i Norden och det andra flygplanet utför mät- och kalibreringsflyg åt Luftfartsverket i Sverige och utför dessa flygningar i länder såsom Norge, Danmark, Färöarna, Island, Grönland, Litauen, Spanien och Irak.

## Övrigt
Under åren har BAM:s verksamhet utökats med flygplansförsäljning, reservdelsförsäljning, avionic shop, plåtslageri och tekniskt resurscenter. Företaget har idag 80 anställda och en omsättning på 215 MSEK. VD är Egert Lönn.